# Sex, drugs and rock'n'roll
Sex, drugs and rock'n'roll er et udtryk som vist nok stammer fra Rolling Stones. Udtrykket er fra engang 60’erne, og det er myten om at rockmusikere er afhængige af sex, drugs and rock'n'roll. 
Sex, drugs and rock'n'roll udtrykker mere den vildskab og fanden i voldskhed, som er en del af rock’n’roll og ungdomskulturen end afhængighed af sex og narkotika. Man må ikke glemme at i 60’erne var rock’n’roll også en protest mod det pæne borgerskab og hvad der af følger. Denne protest var især Rolling Stones, Jimi Hendrix og The Who eksponent for.
Sex, drugs and rock'n'roll-temaet behandles blandt andet i road movien Easy Rider fra 1969. I Danmark kan man høre protesten mod den pæne borgerlighed i Lad mig blive noget hvor både teksten og den musikalske udførelse har en snært af "sex, drugs and rock'n'roll" – nummeret udføres af Povl Dissing og Beefeaters, sangen er en oversættelse af Thøger Olesen af en af Shel Silversteins sange.